# Ксилоглюкан
Ксилоглюкан — геміцелюлоза, яка виникає в первинній клітинній стінці всіх судинних рослин; однак усі ферменти, що відповідають за метаболізм ксилоглюкану, містяться у водоростях Charophyceae. У багатьох дводольних рослин це найпоширеніша геміцелюлоза в первинній клітинній стінці.
| Бензол | Це незавершена стаття з органічної хімії. Ви можете допомогти проєкту, виправивши або дописавши її. |